# Losing Grip
"Losing Grip" là một ca khúc của ca sĩ/nhạc sĩ thu âm người Canada Avril Lavigne, ca khúc được chọn làm đĩa dơn thứ tư của album đầu tay của cô Let Go (trừ Úc và New Zealand, ở hai quốc gia này phát hành đĩa đơn "Mobile". Đĩa đơn được phát hành vào cuối mùa xuân 2003 sau sự thành công của "I'm with You". Ca khúc được viết bởi Avril Lavigne và C. Magness. "Losing Grip" khá nặng nề với những âm grunge mạnh, trong khi hầu hết các ca khúc khác trong Let Go đều có giai điệu khá nhẹ nhàng. Avril Lavigne có biểu diễn ca khúc tại Juno Awards of 2003. "Losing Grip" nói về việc cô để "tuột mất" (losing grip) người bạn trai của mình, trong khi cô không hề muốn như thế chút nào. Đĩa đơn đã được chứng nhận đĩa Vàng từ RIAA (Mỹ) vào 22 tháng 9 năm 2003.

## Video âm nhạc
Video âm nhạc cho "Losing Grip" được đạo diễn bởi Liz Friedlander. Trong video, Avril Lavigne biểu diễn ca khúc trước một đám đông khán giả của mình.

## Tiếp nhận
Christina Saraceno từ Allmusic cho biết: "Losing Grip" giúp cho Avril Lavigne có thể "khoe" hết tất cả mọi khả năng về giọng hát của cô khi "đoạn điệp khúc nhạc rock bùng nổ". 
Tại AOL Radio, khán giả bầu chọn cho "Losing Grip" là một trong 10 ca khúc hay nhất của Avril Lavigne.

## Giải thưởng
"Losing Grip" được đề cử cho Giải Grammy cho Trình diễn giọng rock nữ xuất sắc nhất, nhưng "Trouble" của P!nk lại giành chiến thắng.
| Năm  | Lễ trao giải                | Đề cử                              | Kết quả   |
| ---- | --------------------------- | ---------------------------------- | --------- |
| 2003 | Canadian Radio Music Awards | Best NewRock/Alternative Solo      | Đoạt giải |
| 2003 | Canadian Radio Music Awards | Fan Choice Award                   | Đề cử     |
| 2004 | Giải Grammy                 | Best Female Rock Vocal Performance | Đề cử     |

## Danh sách ca khúc
| Đĩa đơn CD ở Úc | Đĩa đơn CD ở Úc               | Đĩa đơn CD ở Úc |
| STT             | Nhan đề                       | Thời lượng      |
| --------------- | ----------------------------- | --------------- |
| 1.              | "Losing Grip"                 | 3:53            |
| 2.              | "I'm with You" (live)         | 3:57            |
| 3.              | "Unwanted" (live)             | 4:01            |
| 4.              | "Losing Grip" (video âm nhạc) | 3:55            |

| Đĩa đơn CD ở Pháp | Đĩa đơn CD ở Pháp    | Đĩa đơn CD ở Pháp |
| STT               | Nhan đề              | Thời lượng        |
| ----------------- | -------------------- | ----------------- |
| 1.                | "Losing Grip"        | 3:52              |
| 2.                | "Losing Grip" (live) | 4:56              |

| Đĩa đơn CD ở Anh | Đĩa đơn CD ở Anh              | Đĩa đơn CD ở Anh |
| STT              | Nhan đề                       | Thời lượng       |
| ---------------- | ----------------------------- | ---------------- |
| 1.               | "Losing Grip" (album version) | 3:53             |
| 2.               | "Losing Grip" (live)          | 4:56             |
| 3.               | "Naked" (live)                | 3:24             |
| 4.               | "Losing Grip" (video âm nhạc) | 3:55             |

| Đĩa đơn CD mở rộng ở Úc, Anh và Mỹ | Đĩa đơn CD mở rộng ở Úc, Anh và Mỹ | Đĩa đơn CD mở rộng ở Úc, Anh và Mỹ |
| STT                                | Nhan đề                            | Thời lượng                         |
| ---------------------------------- | ---------------------------------- | ---------------------------------- |
| 1.                                 | "Losing Grip" (album version)      | 3:53                               |

## Xếp hạng và chứng nhận

### Xếp hạng
| Bảng xếp hạng (2003)          | Vị trí cao nhất |
| ----------------------------- | --------------- |
| Úc (ARIA)                     | 20              |
| Áo (Ö3 Austria Top 40)        | 40              |
| Bỉ (Ultratop 50 Flanders)     | 48              |
| Bỉ (Ultratip Wallonia)        | 4               |
| Đức (GfK)                     | 43              |
| Hong Kong Singles             | 1               |
| Ireland (IRMA)                | 18              |
| Hà Lan (Dutch Top 40)         | 8               |
| Thụy Sĩ (Schweizer Hitparade) | 49              |
| Tokyo Hot 100                 | 12              |
| Anh Quốc (OCC)                | 22              |
| Hoa Kỳ Billboard Hot 100      | 64              |
| Mỹ Billboard Pop Songs        | 17              |
| Mỹ Billboard Adult Pop Songs  | 33              |

### Chứng nhận
| Quốc gia | Chứng nhận |
| -------- | ---------- |
| Mỹ       | Vàng       |

## Lịch sử phát hành
| Quốc gia | Ngày                | Định dạng | Hãng đĩa |
| -------- | ------------------- | --------- | -------- |
| Mỹ       | 1 tháng 4 năm 2003  | Đĩa CD    | Arista   |
| Châu Âu  | 30 tháng 6 năm 2003 | Đĩa CD    | Arista   |

## Liên kết khác
- Video âm nhạc của"Losing Grip"